# Patience Itanyi
Patience Itanyi (sinh ngày 2 tháng 7 năm 1973) là một vận động viên người Nigeria. Cô đã tham gia cuộc thi nhảy xa nữ tại Thế vận hội Mùa hè 2000.